# 邁斯基
43°37′59″N 44°3′52″E / 43.63306°N 44.06444°E
邁斯基（俄语：Ма́йский）是俄羅斯卡巴爾達-巴爾卡爾共和國東部的一個城市，距首府納爾奇克東北40公里。2002年人口27,037人。
1959年由原邁斯基和另一個村落合併而成，1965年建市。